# Porteira

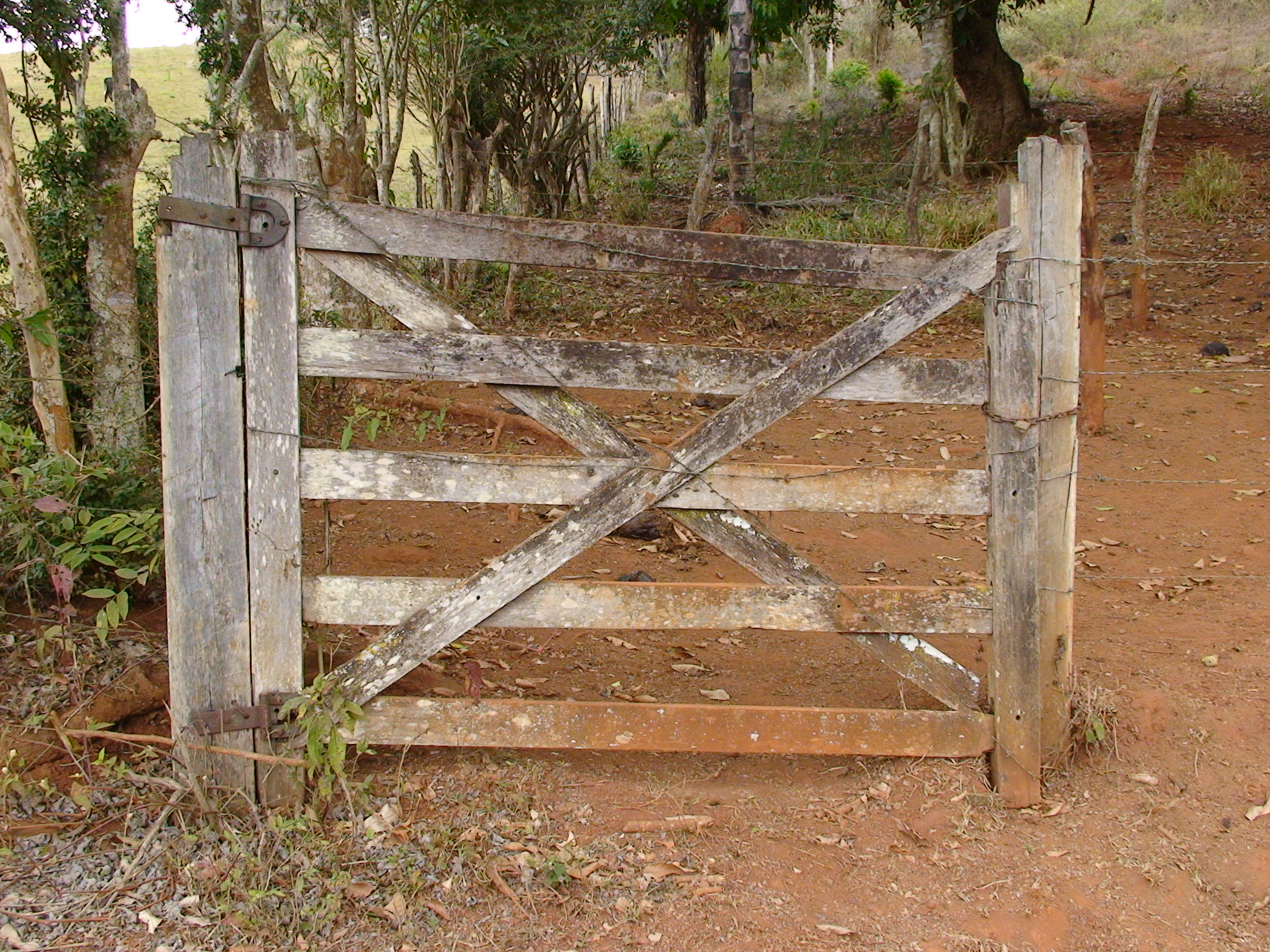
Porteira antiga no interior de Minas Gerais.

Dá-se o nome de porteira ou cancela aos grandes portões, de madeira ou metálicos, que guarnecem as entradas de uma propriedade rural.  Estes têm a finalidade de controlar o trânsito de gado, pessoas e veículos.  Porteiras também são utilizadas em currais.
Trata-se de uma invenção milenar, que pouco evoluiu com o tempo e que pode ser encontrada nos campos de praticamente qualquer país, em alguns de forma ainda bastante rústica.
Uma porteira pode ser composta de uma ou duas folhas entre os mourões e geralmente possui: palanques (madeiras verticais), réguas (madeiras horizontais) e ferragens, como dobradiças e trancas. Pode ser de qualquer madeira resistente ao tempo e ao impacto, mas geralmente são utilizadas (no Brasil), entre outras, aroeira, ipê, faveiro e itaúba.  É preferível que os mourões de madeira, exceto os de madeira de lei, de longa durabilidade como os de aroeira, sejam imunizados, para que durem mais, não apodrecendo com facilidade, como os de eucalipto, por exemplo.
A maioria das porteiras é de acionamento manual, mas há as porteiras movidas a eletricidade e atualmente, também, as porteiras automáticas, que se abrem devido ao peso exercido pelo próprio veículo sobre uma plataforma acionadora.  Uma variante é a porteira de guilhotina, que se abre para cima, muito utilizada em matadouros para controlar a vazão do gado.
Algumas porteiras possuem um dispositivo, chamado mata-burro, que impede a fuga do gado mesmo que as folhas da porteira estejam abertas.  Trata-se de uma vala sob a porteira encimada por um estrado de madeira, com perigosos vãos, que desencorajam o avanço do animal.
Nas cidades, porteiras também são utilizadas junto às ferrovias, com a função de abrir e fechar ao trânsito a passagem de nível. Mas para esta finalidade encontram-se caindo em desuso.

## Curiosidade
No Brasil, diz-se que uma propriedade será vendida de porteira fechada significando que além da terra e casario, também faz parte do negócio tudo o que a propriedade contém, como mobília, criações, estoques, maquinário e veículos.